# Luca Zaia
Luca Zaia (n. 27 martie 1968, Conegliano, Veneto, Italia) este un politician italian.